# Мечеть аль-Акса
Найвідда́леніша мечеть, або Мечеть аль-А́кса (араб. ٱلْمَسْجِد ٱلْأَقْصَىٰ‎, al-Masjid al-ʾAqṣā; івр. מסגד אל-אקצא) — мечеть на Храмовій горі в Старому місті Єрусалима. Назва походить від згадки у Корані, згідно з якою пророк Магомет вночі подорожував до найдальшої мечеті в Єрусалим, а звідти зійшов на Небеса. Третє найсвятіше місце в ісламі після Заповідної мечеті у Мецці та мечеті Пророка у Медині. Згідно з мусульманською традицією Магомет скеровував свої молитви до цього місця після переселення з Мекки до Медіни, допоки Аллах не наказав йому молитися у напрямку Кааби в Мецці. Вперше заснована арабським халіфом Умаром як маленька молельня невдовзі після завоювання Єрусалима. Перебудована на мечеть халіфами Абдом аль-Маліком і його сином аль-Валідом в 705 р. Повністю зруйнована землетрусом 746 р. і перебудована халіфом Абу аль-Мансуром в 754 р. Практично зруйнована землетрусом 1033 р. і відбудована за два роки халіфом Алі аз-Захіром у тому вигляді, в якому збереглася до сьогодні. Споруджувалася за взірцем візантійських християнських церков. В часи Єрусалимського королівства використовувалася як королівський палац (1099—1187), але після завоювання міста Саладіном повторно стала мечеттю. Добудовувалася і розширювалися в часи панування хрестоносців, Мамлюцького султанату, Османської імперії. Після постання Ізраїлю перебуває під контролем йордансько-палестинської адміністрації.

## Назва
- Найвіддаленіша мечеть (араб. ٱلْمَسْجِد ٱلْأَقْصَىٰ‎, al-Masjid al-ʾAqṣā, МФА: [ʔælˈmæsdʒɪd ælˈʔɑqsˤɑ], аль-Масджид аль-Акса) — назва взята із Корана, частини аль-Ісра, в якій сказано, що пророк Магомет подорожував із Мекки до «найдальшої мечеті», а потім до Небес на фантастичному коні бураку[1].

| Хвала Тому, хто переніс уночі Свого раба з мечеті непорушної в мечеть найвіддаленішу, навколо якої Ми благословили, щоб показати йому з Наших знамень. Воістину, Він — Всечуючий, Всевидящий! — Коран (17:1) |

- Мечеть аль-Акса (англ. al-Aqsa Mosque) — часткова транслітерація арабської назви.
- Мечеть Умара — на честь засновника, халіфа Умара.

Часто у поверхневих туристичних публікаціях величезний золотий купол розташованої поруч мечеті Куббат ас-Сахра («Купол скелі») плутають з скромнішим куполом мечеті аль-Акса, називаючи вищезгаданий золотий купол Куббат ас-Сахра куполом «Мечеті Омара». Але це — помилка, бо справжня мечеть Омара розташована навпроти храму Гробу Господнього, з північного боку площі перед головним входом в храм.

## Опис
- Мечеть аль-Кібла (аль-Акса)
- Мечеть Баня Скелі
- Мечеть Бурака[en] [підземна]
- Мечеть аль-Марвані[en] [підземна]

- Купол відданих Пророку
- Купол Сулеймана
- Купол Духів
- Купол аль-Хідра[en]
- Купол аль-Халілі[en]
- Купол Вознесіння
- Купол Пророка●
- Купол Ланцюга
- Баня Скелі
- Літній мінбар
- Купол Юсуфа[en]
- Граматичне медресе
- Купол Муси
- Купол Юсуфа Аги[en]

- Східний халват (медресе) Ахмада-паші
- Халват Халіла ад-Данафа
- Халват ад-Даджані
- Халват муедзина
- Халват Фаїка ад-Данафа
- Халват Байрам-паші
- Халват Іслам-бея
- Халват Парвіза
- Халват Кітас-бея
- Халват ад-Джанбулада[en]
- Халват Арслана-паші[ar]
- Халват Мухаммада Аги
- Халват Мухаммад-бея
- Західний халват Ахмада-паші[en]
- Східний халват Ахмада-паші
- Трон Сулеймана

- Медресе Почесна завія
- Медресе Танкізія[en]
- Граматичне медресе
- Медресе аль-Ашрафія[en]
- Османське медресе[ar]
- Медресе Аль-Хатунія
- Медресе аль-Манджакія[ar]
- Медресе аль-Мухдатійя
- Медресе аль-Джавілія[ar]
- Медресе Ас-Сабібія
- Медресе аль-Асаді[ar]
- Королівське медресе[ar]
- Перське медресе[ar]
- Медресе аль-Амінія[ar]
- Медресе ад-Давадарія [1 поверх]
- Медресе аль-Басітія [2 поверх]
- Медресе аль-Авхадія
- Медресе аль-Карімія
- Медресе Кадірія
- Ісламський музей (Єрусалим)
- Головна бібліотека[en]
- Бібліотека Аль-Хутнія[en] [підземна]

- Мастаба сабіля Сулеймана з міхрабом
- Мастаба аль-Асаді з міхрабом
- Мастаба куполу Сулеймана
- Мастаба аз-Захіра[ar] з міхрабом
- Мастаба аль-Башира з міхрабом
- Мастаба Шаалана
- Мастаба аль-Будайрі з міхрабом
- Мастаба Алі-паші з міхрабом
- Мастаба з міхрабом
- Мастаба Кайт-бея з міхрабом
- Інжирна мастаба з міхрабом
- Мастаба куполу Муси
- Мастаба аль-Карак з міхрабом
- Мастаба Сабра і Шатіла
- Похоронна мастаба
- Соснова мастаба з міхрабом
- Мастаба Бурака з міхрабом
- Мастаба Почесна завія з міхрабом
- Мастаба Магрибської мечеті[ar]

- Магрибський мінарет
- Мінарет Гаваніма
- Мінарет ланцюгової брами
- Мінарет брами племен[en]

- - Північний рівак
- - Західний рівак

- Брама племен
- Золота брама [замурована]
- Похоронна потерна [замурована]
- Одинарна брама [замурована]
- Потрійна брама Хульди [замурована]
- Подвійна брама Хульди [замурована]
- Арка Робінзона[en] [зруйнована]
- Магрибська брама
- Брама Барклая[en] [замурована]
- Ланцюгова брама[en]
- Брама атараксії [зачинена]
- Брама Воррена[en] [замурована]
- Брама омивання
- Брама торговців бавовною[en]
- Залізна брама
- Брама Ради[en]
- Брама палацу [зачинена]
- Брама Гаваніма
- Брама мороку
- Брама помилування
- 8 аркад Аль-Мавазін[en]

- Сабіль Сулеймана
- Сабіль аль-Башира
- Сабіль аль-Будайрі
- Сабіль Шаалана
- Криниця брами Каяття
- Північно-східна криниця
- Райська криниця
- Криниця аль-Халілі
- Криниця ад-Джура
- Сабіль Кайт-бея[en]
- Цистерна аль-Муаззам Іса[en]
- Помаранчевий басейн[en]
- Сабіль Касим-паші[en]
- Гранатова криниця
- Маслинова сабіль
- Фонтан Чаша
- Сабіль магрибської брами
- Криниця Листок

- Межі подвір'я[en] Мечеті аль-Акса
- Тераса Бані Скелі

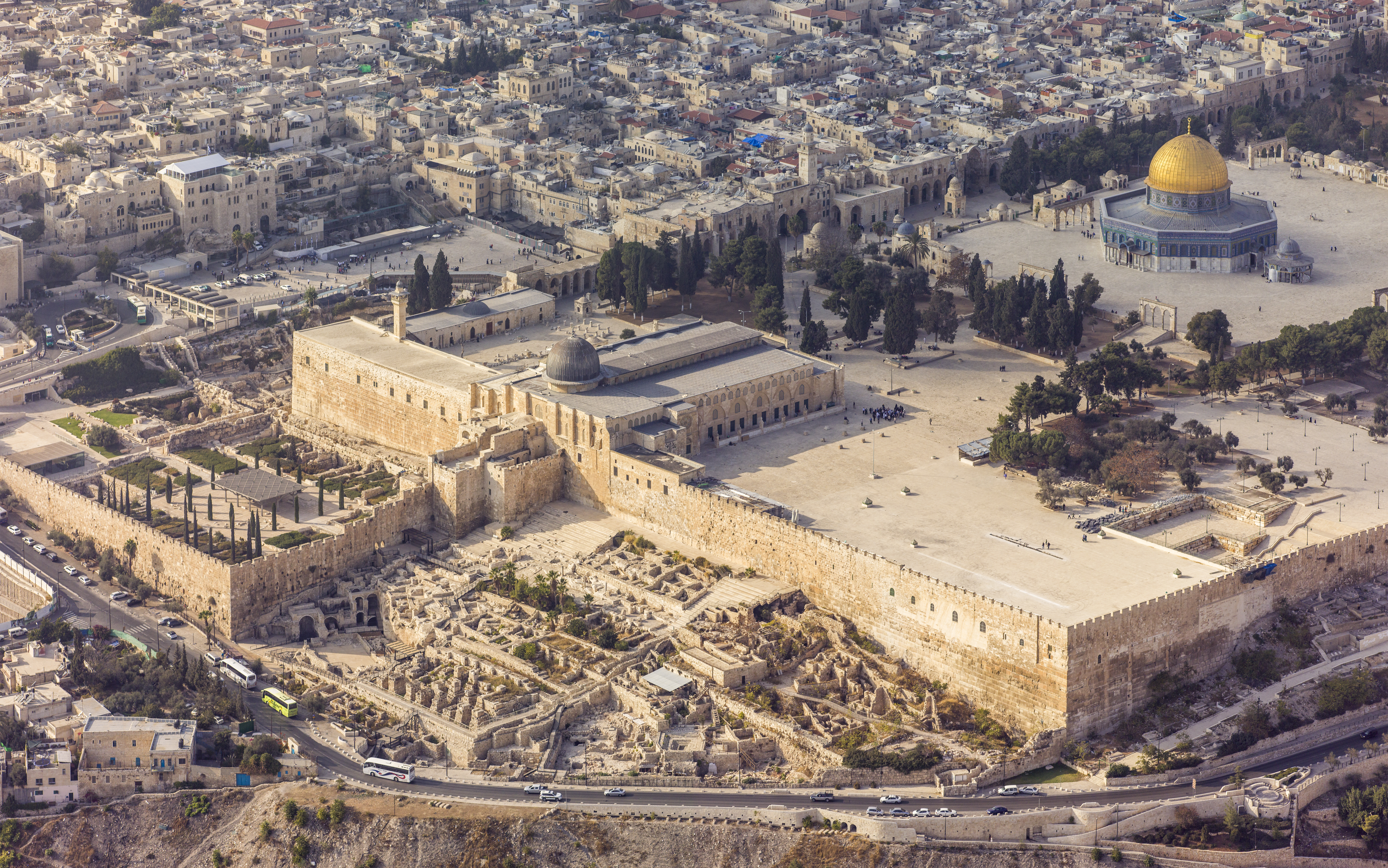
На передньому плані - Мечеть, на задньому - Купол Скелі.

Найвіддаленіша мечеть та Купол Скелі утворюють на Храмовій горі єдиний архітектурний комплекс Харам аль-Шаріф, історичним центром якого є мечеть, а архітектурним — Купол Скелі.
Спершу побудована халіфом Умаром на Храмовій горі Моріа — місці юдейських Першого Храму Соломона і Другого Храму, зруйнованого Римською Імперією в 70 році н. е. Нинішня споруда була закладена халіфом Абд аль-Маліком і стосується в основному до VIII століття.
Мечеть була первісно маленьким молитовним домом, побудованим халіфом Умаром, потім була відновлена і розширена халіфом Абд аль-Маліком і закінчена його сином Аль-Валідом в 705 році. Після землетрусу в 746 році мечеть була повністю зруйнована та відновлена халіфом Аббасидом аль-Мансуром в 754 році, і знов відновлена його сином та наступником аль-Махді в 780 році. Другий землетрус 1033 року зруйнував більшу частину аль-Акси, але через два роки Алі аз-Зіхір побудував іншу мечеть, котра і стоїть досі. Під час періодичних реконструкцій різні правлячі династії Ісламського Халіфату побудували доповнення до мечеті і до її прилеглої території, зробили їй купол, фасад, мінбар, мінарети та змінили внутрішню структуру.
Коли хрестоносці захопили Єрусалим у 1099 році, вони використовували мечеть як палац і церкву, але її функція мечеті була відновлена після її повернення Саладіном. З того часу минуло багато реконструкцій та ремонтів. Доповнення були застосовані у пізніших століттях Айюбідами, мамелюками, Вищою мусульманською Радою та Йорданією.
Сьогодні Старе місто Єрусалиму є частиною ізраїльського Єрусалиму, однак мечеть знаходиться під контролем мусульманської організації Вакф.
В мечеті одночасно можуть молитися до 5000 віруючих.

## Галерея

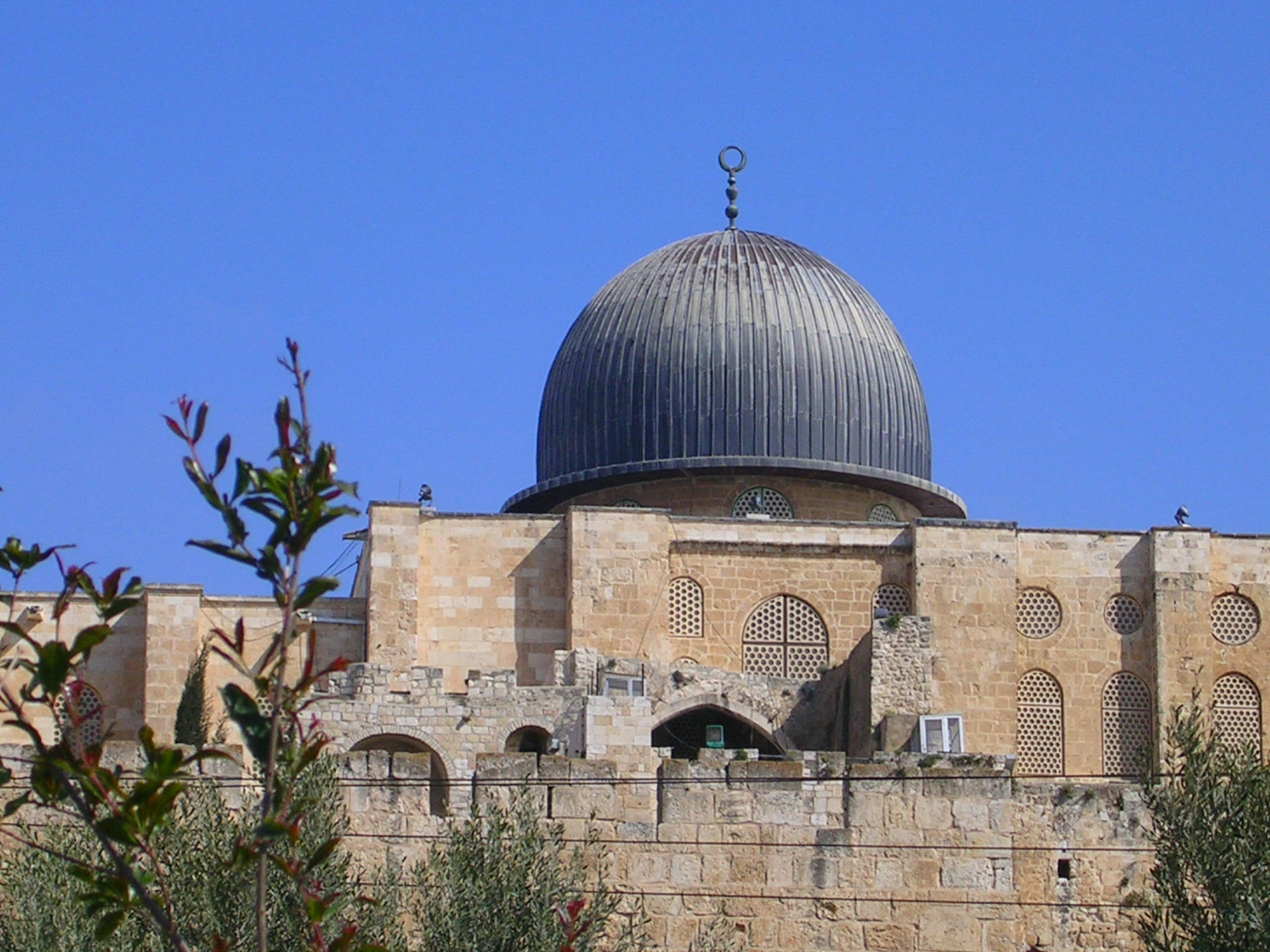
Бетонний купол, вкритий свинцем у 1983 році після пожежі 1969 року[en]
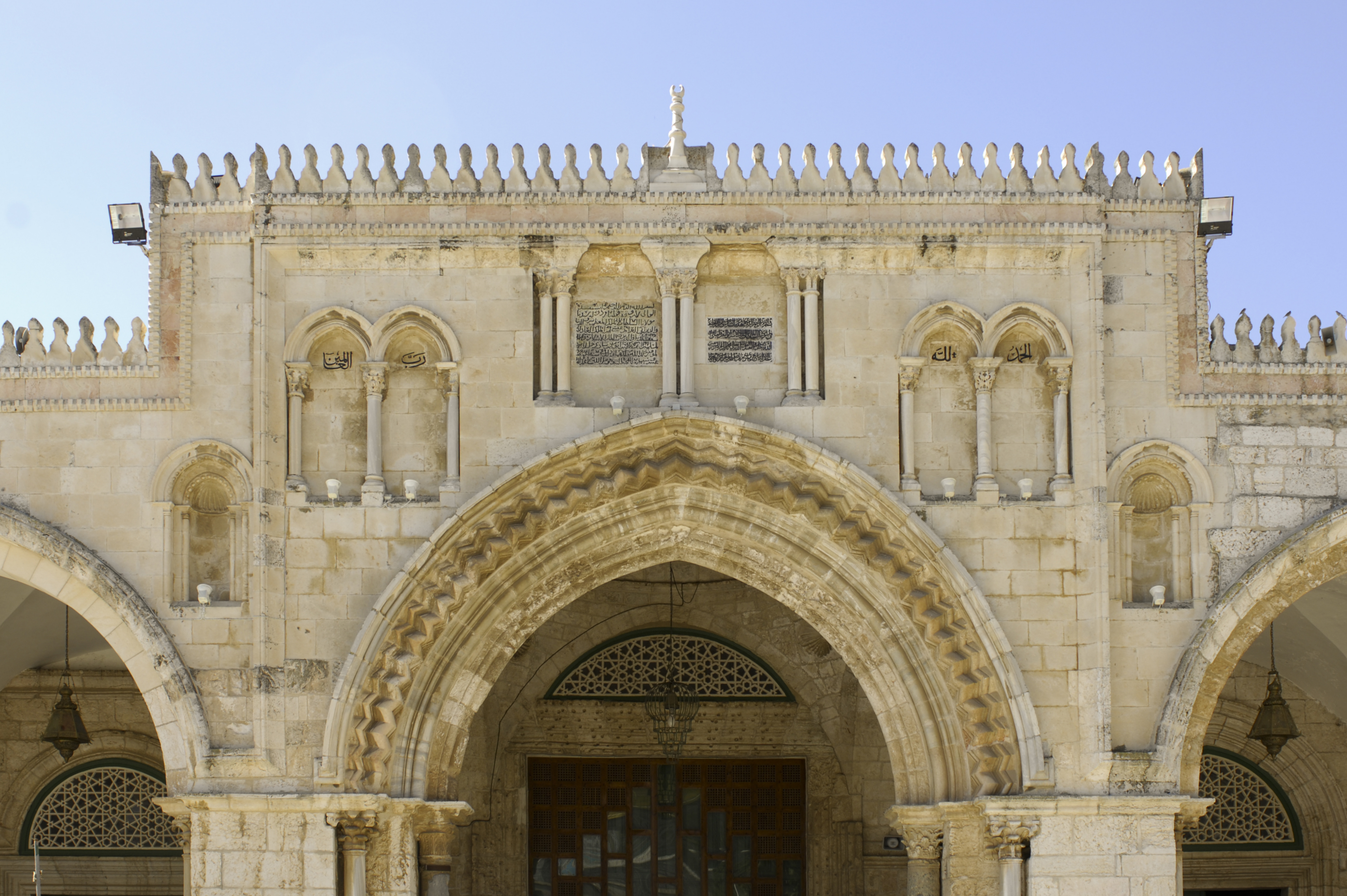
Фасад
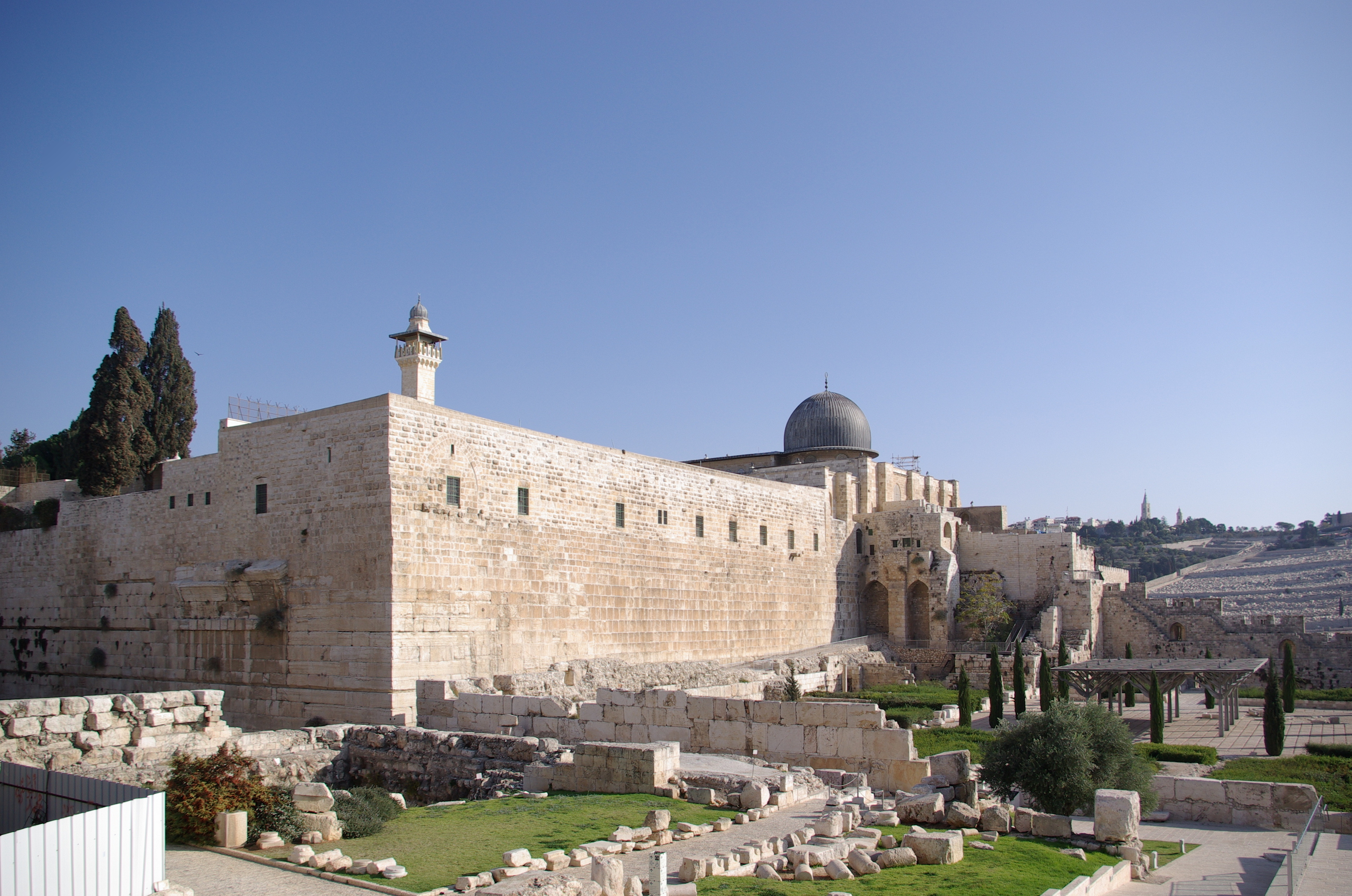
Стіни
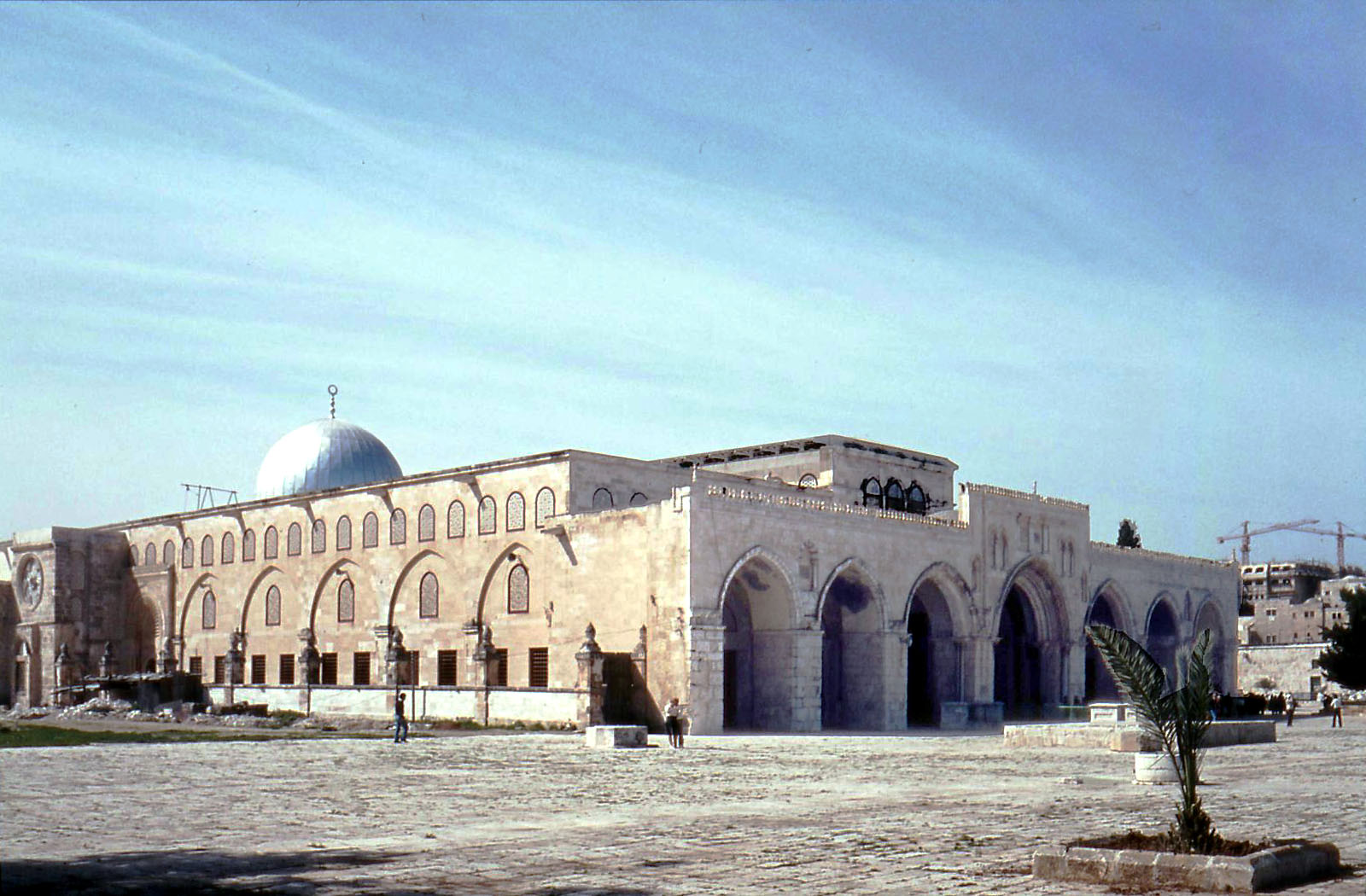
1982
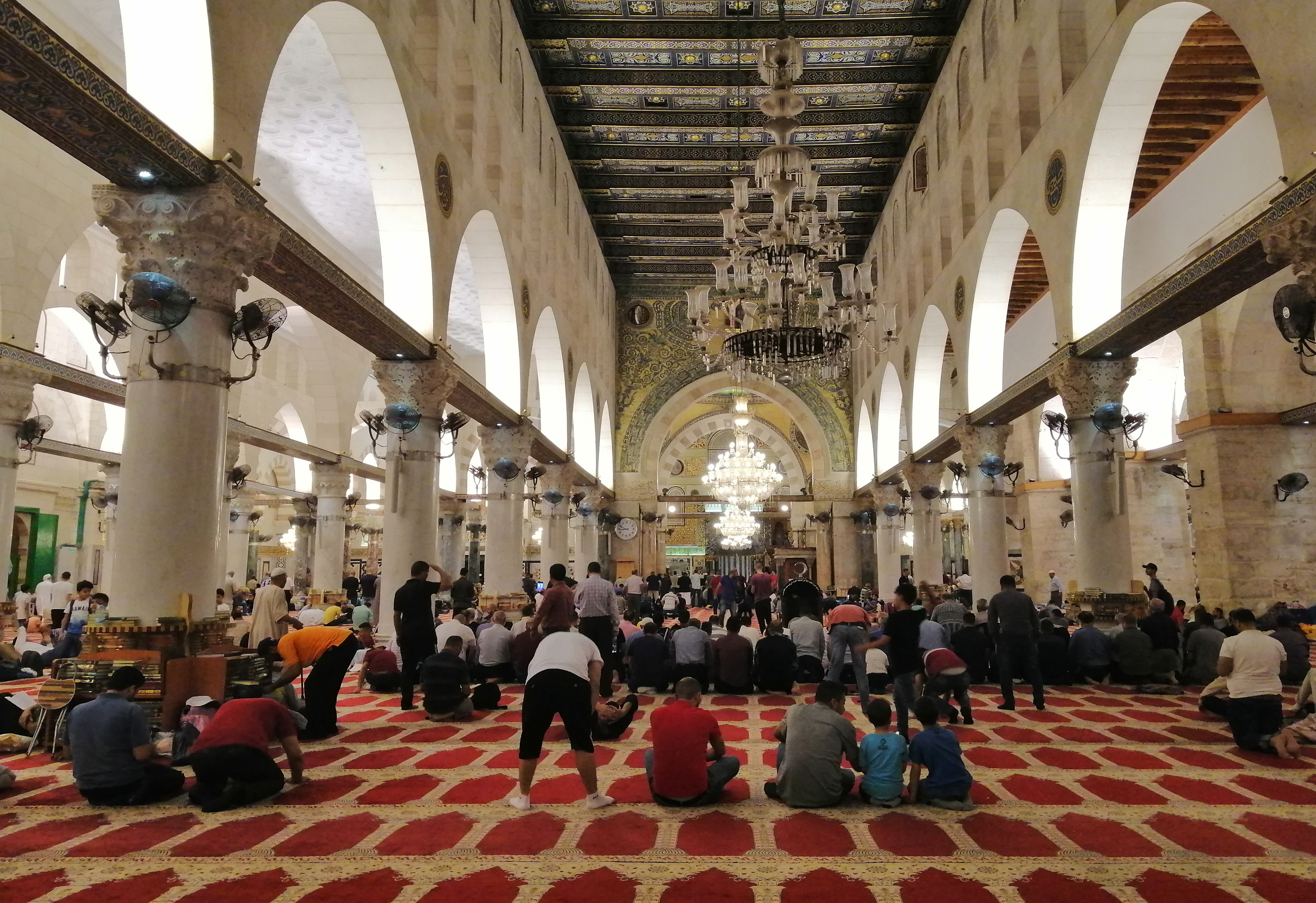
Інтер'єр
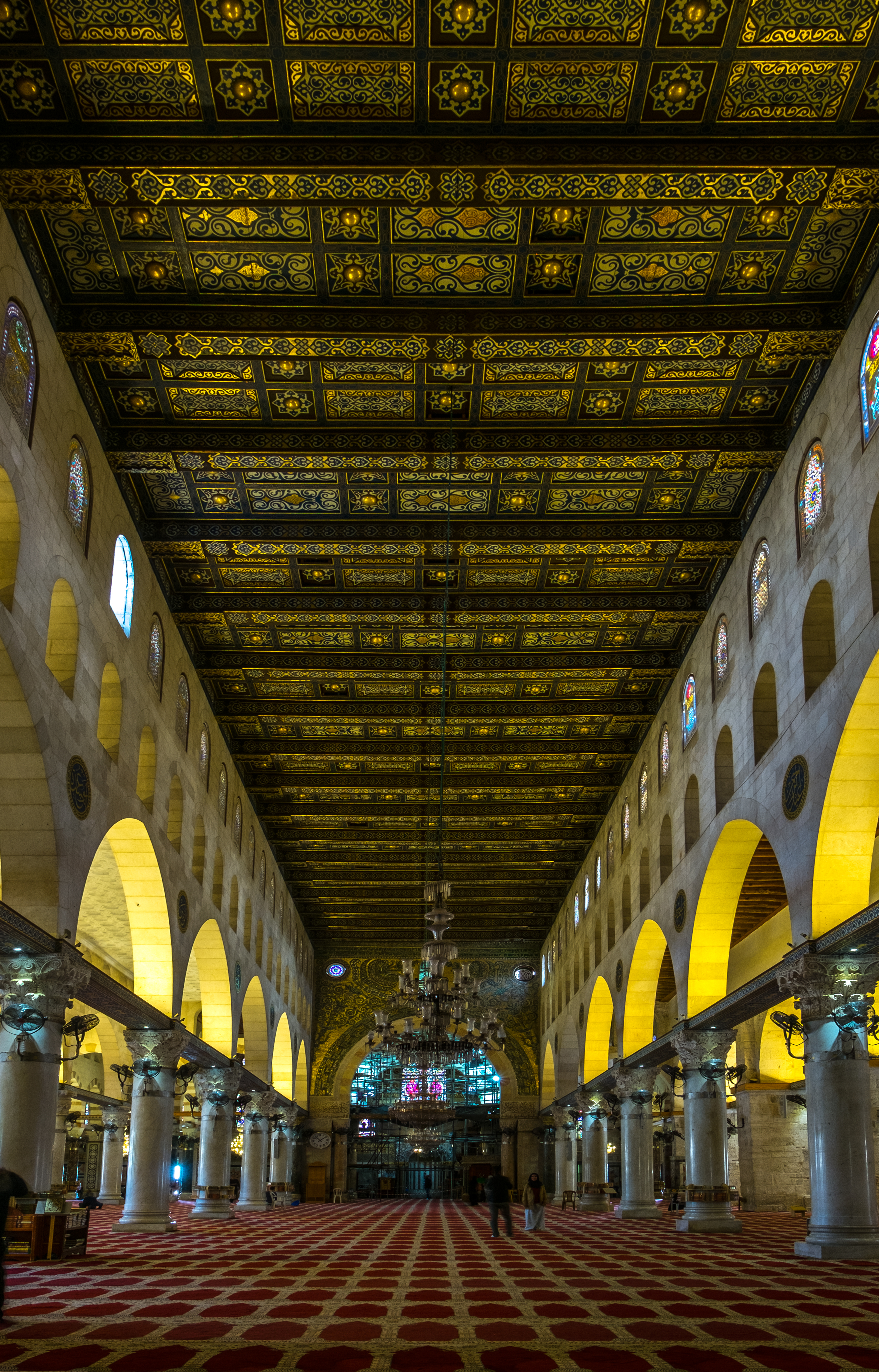
Нава
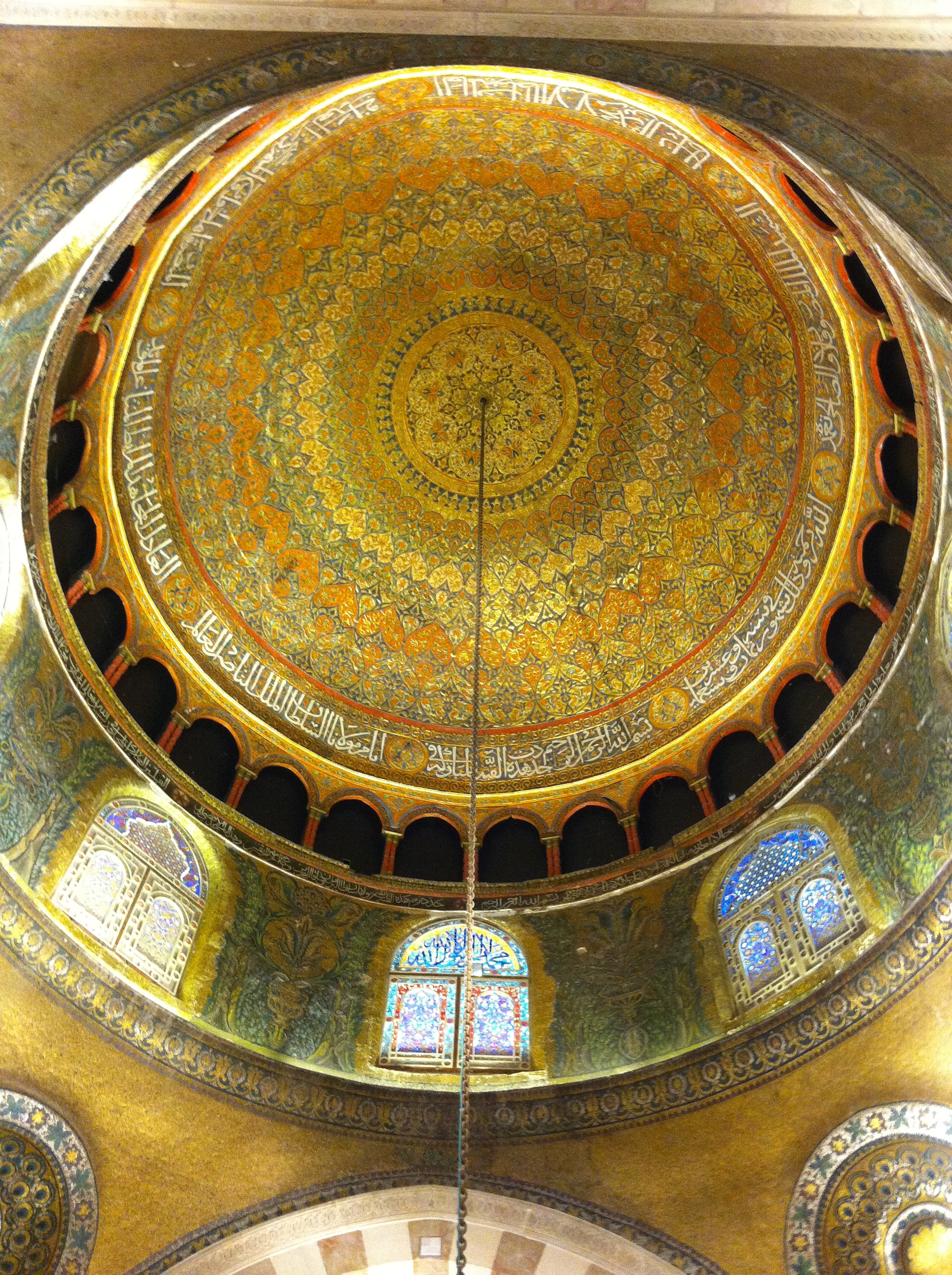
Баня
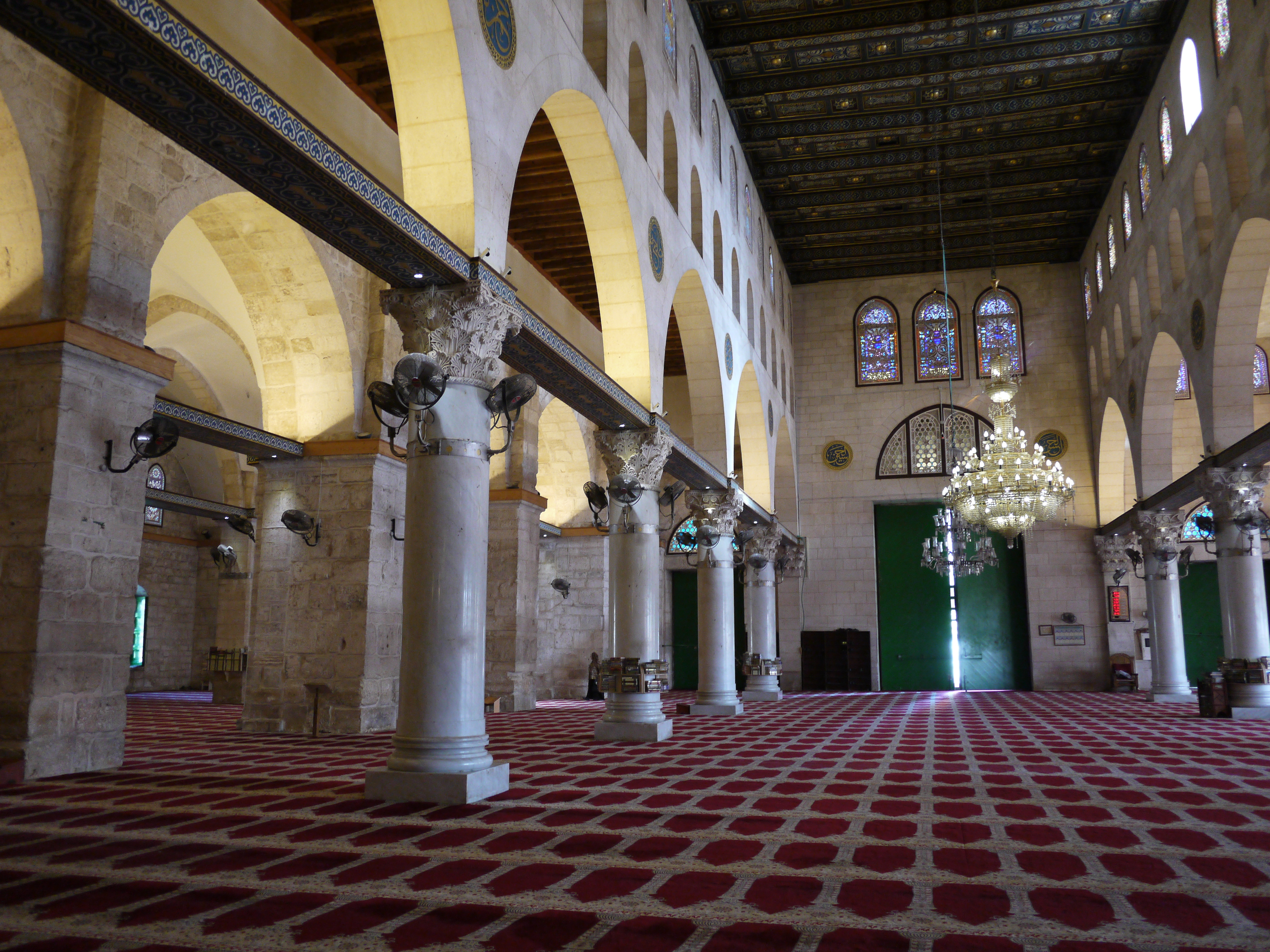
Вихід